# Nikodem (Vulpe)
Nikodem, imię świeckie Ioan Vulpe (ur. 4 września 1956 w Chiperceni) – biskup Mołdawskiego Kościoła Prawosławnego.

## Życiorys
Urodził się w rodzinie chłopskiej. W 1977, po odbyciu zasadniczej służby wojskowej, podjął naukę w seminarium duchownym w Leningradzie, które ukończył w 1980. W 1980 rozpoczął wyższe studia teologiczne w Leningradzkiej Akademii Duchownej. Na pierwszym roku nauki, 18 marca 1981, został wyświęcony na diakona przez arcybiskupa tichwińskiego Melitona. Trzy dni później arcybiskup wyborski Cyryl wyświęcił go na kapłana. W tym samym roku Święty Synod zdecydował o skierowaniu go do pracy duszpasterskiej w eparchii kiszyniowskiej. W latach 1981–1982 był proboszczem parafii św. Paraskiewy w Jalowenach, następnie parafii św. Michała Archanioła w Chiperceni. W 1988 patriarcha moskiewski i całej Rusi Pimen nadał mu godność protoprezbitera.
W 1990 został dziekanem parafii w miastach Kiszyniów, Tyraspol, Bendery oraz w rejonach Anenii Noi i Ialoveni. W sierpniu tego samego roku otrzymał stanowisko proboszcza parafii przy soborze św. Mikołaja w Orgiejowie. W 1999 został dziekanem dekanatu orgiejowskiego.
23 stycznia 2009 złożył wieczyste śluby zakonne przed biskupem bieleckim i făleşteńskim Marcelim, przyjmując imię Nikodem. 19 lutego tego samego roku otrzymał godność igumena, zaś 7 kwietnia – archimandryty.
24 grudnia 2010 Święty Synod Rosyjskiego Kościoła Prawosławnego nominował go na biskupa jedinieckiego i briczańskiego. Dwa dni później w soborze Chrystusa Zbawiciela miała miejsce jego chirotonia biskupia.
16 maja 2021 został podniesiony do godności arcybiskupa.